# Bóng đá tại Đại hội Thể thao châu Á 2002
Bóng đá tại Đại hội Thể thao châu Á 2002 được tổ chức ở Busan, Hàn Quốc từ 27 tháng 9 đến 13 tháng 9 năm 2002. Kể từ Đại hội lần này, giới hạn độ tuổi cho nội dung bóng đá nam bắt đầu được áp dụng, trong đó các đội tuyển tham dự là U-23 (dưới 23 tuổi) cộng thêm ba cầu thủ quá tuổi – giống như giới hạn độ tuổi tại Thế vận hội. Các đội tuyển nữ không bị giới hạn về độ tuổi.
Jordan, Mông Cổ bỏ cuộc và Tajikistan bị cấm tham dự, họ được thay thế bởi Palestine, Afghanistan và Cộng hòa Dân chủ Nhân dân Triều Tiên.

## Tổng kết huy chương

### Bảng huy chương
| 1         | Iran (IRI)              | 1 | 0 | 0 | 1 |
| 1         | CHDCND Triều Tiên (PRK) | 1 | 0 | 0 | 1 |
| 3         | Nhật Bản (JPN)          | 0 | 1 | 1 | 2 |
| 4         | Trung Quốc (CHN)        | 0 | 1 | 0 | 1 |
| 5         | Hàn Quốc (KOR)          | 0 | 0 | 1 | 1 |
| Tổng cộng | Tổng cộng               | 2 | 2 | 2 | 6 |

### Danh sách huy chương
| Nội dung | Vàng | Bạc | Đồng |
| -------- | --- | --- | --- |
| Nam      | Iran (IRI) · Ebrahim Mirzapour · Mehdi Amirabadi · Yahya Golmohammadi · Saeid Lotfi · Javad Nekounam · Iman Mobali · Javad Kazemian · Ali Daei · Alireza Vahedi Nikbakht · Mehdi Rahmati · Hossein Kaebi · Moharram Navidkia · Abolfazl Hajizadeh · Mohsen Bayatinia · Ali Badavi · Siavash Akbarpour · Jalal Kameli Mofrad · Mohammad Nosrati · Hamid Azizzadeh · Ershad Yousefi | Nhật Bản (JPN) · Fujigaya Yosuke · Moniwa Teruyuki · Ikeda Shohei · Nasu Daisuke · Komano Yuichi · Abe Yuki · Okubo Yoshito · Morisaki Kazuyuki · Matsui Daisuke · Maeda Ryoichi · Tanaka Tatsuya · Nemoto Yuichi · Suzuki Keita · Ishikawa Naohiro · Mita Hikaru · Nozawa Takuya · Tanaka Hayuma · Kurokawa Takaya · Nakayama Satoshi · Aoki Takeshi | Hàn Quốc (KOR) · Lee Woon-Jae · Cho Byung-Kuk · Hyun Young-Min · Park Yo-Seb · Kim Young-Chul · Park Yong-Ho · Byun Sung-Hwan · Kim Do-Heon · Lee Chun-Soo · Park Ji-Sung · Choi Tae-Uk · Lee Young-Pyo · Kim Dong-Jin · Park Kyu-Seon · Cho Sung-Hwan · Kim Yong-Dae · Choi Sung-Kuk · Kim Eun-Jung · Park Dong-Hyuk · Lee Dong-Gook |
| Nữ       | CHDCND Triều Tiên (PRK) · Ri Jong-Hui · Yun In-Sil · Jo Song-Ok · Sin Kum-Ok · Ra Mi-Ae · Ri Kum-Suk · Pak Kum-Chun · Ho Sun-Hui · Jin Pyol-Hui · Yun Yong-Hui · Jang Ok-Gyong · Song Jong-Sun · O Kum-Ran · Ri Un-Gyong · Yang Kyong-Hui · Chon Kyong-Hwa · Ri Hyang-Ok · Kim Un-Ok                                                                                              | Trung Quốc (CHN) · Tiêu Trân · Tôn Duệ · Lý Cát · Cao Hoành Hà · Phạm Vận Kiệt · Triệu Lợi Hồng · Phổ Vĩ · Bạch Lợi Lợi · Bạch Cát · Tôn Văn · Tạ Thái Hà · Chu Tiểu Hà · Mạnh Tuyển · Tất Nghiên · Nhậm Lệ Bình · Lưu Á Lợi · Phan Lệ Na · Triệu Yến                                                                                                 | Nhật Bản (JPN) · Yamago Nozomi · Miyazaki Yuka · Kasajima Yoshie · Yamagishi Yasuyo · Sakai Tomoe · Obe Yumi · Kobayashi Yayoi · Nakachi Mai · Miyamoto Totomi · Sawa Homare · Otani Mio · Aizawa Mai · Ito Kanako · Isaka Mito · Kawakami Naoko · Yanagita Miyuki · Maruyama Karina · Fukumoto Miho                                  |

## Kết quả

### Nam

#### Vòng loại

##### Bảng A
| Đội      | Số trận | Thắng | Hòa | Thua | Bàn thắng | Bàn thua | Hiệu số | Điểm |
| -------- | ------- | ----- | --- | ---- | --------- | -------- | ------- | ---- |
| Hàn Quốc | 3       | 3     | 0   | 0    | 13        | 2        | +11     | 9    |
| Oman     | 3       | 2     | 0   | 1    | 8         | 5        | +3      | 6    |
| Malaysia | 3       | 1     | 0   | 2    | 3         | 6        | −3      | 3    |
| Maldives | 3       | 0     | 0   | 3    | 1         | 12       | −11     | 0    |

| Hàn Quốc                                                                             | 4–0 | Maldives |
| ------------------------------------------------------------------------------------ | --- | -------- |
| Choi Tae-Uk 5' · As. Abdul Ghani 45' (l.n.) · Lee Dong-Gook 59' · Mohamed 89' (l.n.) |     |          |

| Oman        | 1–0 | Malaysia |
| ----------- | --- | -------- |
| Mubarak 63' |     |          |

| Maldives   | 1–3 | Malaysia             |
| ---------- | --- | -------------------- |
| Fazeel 79' |     | Jamlus 30', 32', 46' |

| Oman                       | 2–5 | Hàn Quốc                                                                        |
| -------------------------- | --- | ------------------------------------------------------------------------------- |
| Saleh 50' · Al-Busaidi 76' |     | Cho Sung-Hwan 24' · Kim Do-Heon 49' · Lee Dong-Gook 60' · Lee Chun-Soo 65', 85' |

| Malaysia | 0–4 | Hàn Quốc                                                    |
| -------- | --- | ----------------------------------------------------------- |
|          |     | Kim Eun-Jung 20', 72' · Choi Tae-Uk 36' · Lee Dong-Gook 90' |

| Maldives | 0–5 | Oman                                                |
| -------- | --- | --------------------------------------------------- |
|          |     | Ashoor 37' · Bashir 39' · Saleh 76', 88' · Ayil 79' |

##### Bảng B
| Đội      | Số trận | Thắng | Hòa | Thua | Bàn thắng | Bàn thua | Hiệu số | Điểm |
| -------- | ------- | ----- | --- | ---- | --------- | -------- | ------- | ---- |
| Thái Lan | 3       | 3     | 0   | 0    | 9         | 1        | +8      | 9    |
| UAE      | 3       | 1     | 1   | 1    | 3         | 4        | −1      | 4    |
| Yemen    | 3       | 1     | 0   | 2    | 3         | 5        | −2      | 3    |
| Việt Nam | 3       | 0     | 1   | 2    | 0         | 5        | −5      | 1    |

| UAE | 0–0 | Việt Nam |
| --- | --- | -------- |
|     |     |          |

| Yemen | 0–3 | Thái Lan                                     |
| ----- | --- | -------------------------------------------- |
|       |     | Senamuang 41' · Vachiraban 58' · Noywech 65' |

| Việt Nam | 0–3 | Thái Lan                                       |
| -------- | --- | ---------------------------------------------- |
|          |     | Vachiraban 29' · Singthong 62' · Senamuang 83' |

| Yemen         | 1–2 | UAE                  |
| ------------- | --- | -------------------- |
| Al-Salimi 59' |     | Khater 6' · Saad 32' |

| Thái Lan                                     | 3–1 | UAE        |
| -------------------------------------------- | --- | ---------- |
| Noywech 30' · Senamuang 36' · Vachiraban 68' |     | F. Ali 43' |

| Việt Nam | 0–2 | Yemen                           |
| -------- | --- | ------------------------------- |
|          |     | Al-Shehri 44' · Al-Salimi 45+1' |

##### Bảng C
| Đội          | Số trận | Thắng | Hòa | Thua | Bàn thắng | Bàn thua | Hiệu số | Điểm |
| ------------ | ------- | ----- | --- | ---- | --------- | -------- | ------- | ---- |
| Trung Quốc   | 3       | 3     | 0   | 0    | 9         | 0        | +9      | 9    |
| Ấn Độ        | 3       | 2     | 0   | 1    | 6         | 3        | +3      | 6    |
| Turkmenistan | 3       | 1     | 0   | 2    | 4         | 8        | −4      | 3    |
| Bangladesh   | 3       | 0     | 0   | 3    | 1         | 9        | −8      | 0    |

| Turkmenistan | 0–4 | Trung Quốc                                                     |
| ------------ | --- | -------------------------------------------------------------- |
|              |     | Từ Lương 13' · Diêm Tống 37' · Vương Thánh 57' · Tôn Tường 80' |

| Ấn Độ                          | 3–0 | Bangladesh |
| ------------------------------ | --- | ---------- |
| Bhutia 46', 65' · R. Singh 66' |     |            |

| Turkmenistan    | 1–3 | Ấn Độ                       |
| --------------- | --- | --------------------------- |
| V. Bayramov 21' |     | Bhutia 53', 77' · Yadav 56' |

| Bangladesh | 0–3 | Trung Quốc                                    |
| ---------- | --- | --------------------------------------------- |
|            |     | Vương Tân Hân 35' · Vu Đào 45' · Cao Minh 87' |

| Trung Quốc        | 2–0 | Bản mẫu:Fbuu |
| ----------------- | --- | ------------ |
| Vu Đào 16', 45+1' |     |              |

| Bangladesh | 1–3 | Turkmenistan                  |
| ---------- | --- | ----------------------------- |
| Sujan 35'  |     | Urazov 21', 42' · Nazarov 38' |

##### Bảng D
| Đội        | Số trận | Thắng | Hòa | Thua | Bàn thắng | Bàn thua | Hiệu số | Điểm |
| ---------- | ------- | ----- | --- | ---- | --------- | -------- | ------- | ---- |
| Nhật Bản   | 3       | 3     | 0   | 0    | 8         | 2        | +6      | 9    |
| Bahrain    | 3       | 2     | 0   | 1    | 10        | 5        | +5      | 6    |
| Uzbekistan | 3       | 1     | 0   | 2    | 2         | 4        | −2      | 3    |
| Palestine  | 3       | 0     | 0   | 3    | 0         | 9        | −9      | 0    |

| Palestine | 0–2 | Nhật Bản                |
| --------- | --- | ----------------------- |
|           |     | Tanaka 67' · Nemoto 80' |

| Uzbekistan | 0–3 | Bahrain                             |
| ---------- | --- | ----------------------------------- |
|            |     | Jalal 14' · H. Ali 34' · Hassan 53' |

| Uzbekistan                    | 2–0 | Palestine |
| ----------------------------- | --- | --------- |
| Bayramov 31' · Haydarov 45+1' |     |           |

| Nhật Bản                                                | 5–2 | Bahrain                 |
| ------------------------------------------------------- | --- | ----------------------- |
| Okubo 16', 40' · Nakayama 19' · Matsui 26' · Tanaka 89' |     | Al-Dosari 50' · Isa 53' |

| Bahrain                                                 | 5–0 | Palestine |
| ------------------------------------------------------- | --- | --------- |
| H. Ali 5' · Hassan 9', 58' · Husain 15' · Al-Dosari 37' |     |           |

| Nhật Bản             | 1–0 | Uzbekistan |
| -------------------- | --- | ---------- |
| Nakayama 39' (ph.đ.) |     |            |

##### Bảng E
| Đội         | Số trận | Thắng | Hòa | Thua | Bàn thắng | Bàn thua | Hiệu số | Điểm |
| ----------- | ------- | ----- | --- | ---- | --------- | -------- | ------- | ---- |
| Iran        | 3       | 2     | 1   | 0    | 13        | 1        | +12     | 7    |
| Qatar       | 3       | 1     | 2   | 0    | 13        | 2        | +11     | 5    |
| Liban       | 3       | 1     | 1   | 1    | 12        | 3        | +9      | 4    |
| Afghanistan | 3       | 0     | 0   | 3    | 0         | 32       | −32     | 0    |

| Afghanistan | 0–10 | Iran                                                                                    |
| ----------- | ---- | --------------------------------------------------------------------------------------- |
|             |      | Nikbakht 11', 32', 51', 52', 85' · Nekounam 36', 65' · Golmohammadi 60' · Daei 88', 90' |

| Qatar      | 1–1 | Liban        |
| ---------- | --- | ------------ |
| Gholam 26' |     | Al-Jamal 87' |

| Qatar | 11–0 | Afghanistan |
| --- | ---- | ----------- |
| Bechir 26', 28', 43', 69' · Gholam 31' · B. Abdulrahman 34', 75' · Daoud 51' · Mufleh 65' · Hamzah 74' · Rizik 77' |      |             |

| Iran                            | 2–0 | Liban |
| ------------------------------- | --- | ----- |
| Daei 54' (ph.đ.) · Kazemian 61' |     |       |

| Liban                                                                                             | 11–0 | Afghanistan |
| ------------------------------------------------------------------------------------------------- | ---- | ----------- |
| Kassas 8', 16', 80' · Al-Jamal 33', 45' · Hijazi 35' · Ghoson 53', 61', 90' · Atwi 74' · Zein 87' |      |             |

| Iran       | 1–1 | Qatar         |
| ---------- | --- | ------------- |
| Badavi 34' |     | Al-Ghanim 32' |

##### Bảng F
| Đội               | Số trận | Thắng | Hòa | Thua | Bàn thắng | Bàn thua | Hiệu số | Điểm |
| ----------------- | ------- | ----- | --- | ---- | --------- | -------- | ------- | ---- |
| Kuwait            | 3       | 3     | 0   | 0    | 9         | 0        | +9      | 9    |
| CHDCND Triều Tiên | 3       | 2     | 0   | 1    | 7         | 3        | +4      | 6    |
| Hồng Kông         | 3       | 1     | 0   | 2    | 4         | 3        | +1      | 3    |
| Pakistan          | 3       | 0     | 0   | 3    | 0         | 14       | −14     | 0    |

| Hồng Kông          | 1–2 | CHDCND Triều Tiên                    |
| ------------------ | --- | ------------------------------------ |
| Poon Yiu Cheuk 66' |     | Han Song-Chol 59' · Hong Yong-Jo 82' |

| Kuwait                                                       | 6–0 | Pakistan |
| ------------------------------------------------------------ | --- | -------- |
| Abdullah 2', 54', 76' · Zadah 26' · Nahar 42' · Al-Tayar 65' |     |          |

| Kuwait  | 1–0 | Hồng Kông |
| ------- | --- | --------- |
| Ali 12' |     |           |

| CHDCND Triều Tiên                                        | 5–0 | Pakistan |
| -------------------------------------------------------- | --- | -------- |
| Jon Chol 12', 72' · Rim Kun-U 68' · Kim Yong-Su 71', 85' |     |          |

| Pakistan | 0–3 | Hồng Kông                                              |
| -------- | --- | ------------------------------------------------------ |
|          |     | Chan Yiu Lun 49' · Lo Chi Kwan 78' · Law Chun Bong 90' |

| CHDCND Triều Tiên | 0–2 | Kuwait                           |
| ----------------- | --- | -------------------------------- |
|                   |     | K. Al-Mutairi 25' · Abdullah 26' |

##### Đội vị trí thứ hai
| Bảng | Đội               | Số trận | Thắng | Hòa | Thua | Bàn thắng | Bàn thua | Hiệu số | Điểm |
| ---- | ----------------- | ------- | ----- | --- | ---- | --------- | -------- | ------- | ---- |
| D    | Bahrain           | 3       | 2     | 0   | 1    | 10        | 5        | +5      | 6    |
| F    | CHDCND Triều Tiên | 3       | 2     | 0   | 1    | 7         | 3        | +4      | 6    |
| A    | Oman              | 3       | 2     | 0   | 1    | 8         | 5        | +3      | 6    |
| C    | Ấn Độ             | 3       | 2     | 0   | 1    | 6         | 3        | +3      | 6    |
| E    | Qatar             | 3       | 1     | 2   | 0    | 13        | 2        | +11     | 5    |
| B    | UAE               | 3       | 1     | 1   | 1    | 3         | 4        | −1      | 4    |

#### Vòng đấu loại trực tiếp
|  | Tứ kết            | Tứ kết      |             |       | Bán kết                  | Bán kết                  |  |  | Trận đấu huy chương vàng | Trận đấu huy chương vàng |
|  |                   |             |             |       |                          |                          |  |  |                          |                          |
|  | 8 tháng 10        |             |             |       |                          |                          |  |  |                          |                          |
|  |                   |             |             |       |                          |                          |  |  |                          |                          |
|  | Trung Quốc        | 0           |             |       |                          |                          |  |  |                          |                          |
|  | Trung Quốc        | 0           | 10 tháng 10 |       |                          |                          |  |  |                          |                          |
|  | Nhật Bản          | 1           |             |       |                          |                          |  |  |                          |                          |
|  | Nhật Bản          | 1           | Nhật Bản    | 3     |                          |                          |  |  |                          |                          |
|  | 8 tháng 10        |             | Nhật Bản    | 3     |                          |                          |  |  |                          |                          |
|  |                   | Thái Lan    | 0           |       |                          |                          |  |  |                          |                          |
|  | Thái Lan          | Thái Lan    | 0           | 1     |                          |                          |  |  |                          |                          |
|  | Thái Lan          |             | 13 tháng 10 | 1     |                          |                          |  |  |                          |                          |
|  | CHDCND Triều Tiên | 0           |             |       |                          |                          |  |  |                          |                          |
|  | CHDCND Triều Tiên | 0           | Nhật Bản    | 1     |                          |                          |  |  |                          |                          |
|  | 8 tháng 10        |             | Nhật Bản    | 1     |                          |                          |  |  |                          |                          |
|  |                   | Iran        | 2           |       |                          |                          |  |  |                          |                          |
|  | Iran              | Iran        | 2           | 1     |                          |                          |  |  |                          |                          |
|  | Iran              | 10 tháng 10 |             | 1     |                          |                          |  |  |                          |                          |
|  | Kuwait            | 0           |             |       |                          |                          |  |  |                          |                          |
|  | Kuwait            | 0           | Iran (pen.) | 0 (5) |                          |                          |  |  |                          |                          |
|  | 8 tháng 10        |             | Iran (pen.) | 0 (5) |                          |                          |  |  |                          |                          |
|  |                   | Hàn Quốc    | 0 (3)       |       | Trận đấu huy chương đồng | Trận đấu huy chương đồng |  |  |                          |                          |
|  | Hàn Quốc          | Hàn Quốc    | 0 (3)       | 1     | Trận đấu huy chương đồng | Trận đấu huy chương đồng |  |  |                          |                          |
|  | Hàn Quốc          |             | 13 tháng 10 | 1     |                          |                          |  |  |                          |                          |
|  | Bahrain           | 0           |             |       |                          |                          |  |  |                          |                          |
|  | Bahrain           | 0           | Thái Lan    | 0     |                          |                          |  |  |                          |                          |
|  |                   |             |             |       |                          |                          |  |  |                          |                          |
|  | Hàn Quốc          | 3           |             |       |                          |                          |  |  |                          |                          |
|  | Hàn Quốc          | 3           |             |       |                          |                          |  |  |                          |                          |

##### Tứ kết
| Trung Quốc | 0–1 | Nhật Bản     |
| ---------- | --- | ------------ |
|            |     | Nakayama 60' |

| Iran       | 1–0 | Kuwait |
| ---------- | --- | ------ |
| Mobali 71' |     |        |

| Hàn Quốc                  | 1–0 | Bahrain |
| ------------------------- | --- | ------- |
| Lee Dong-Gook 38' (ph.đ.) |     |         |

| Thái Lan    | 1–0 | CHDCND Triều Tiên |
| ----------- | --- | ----------------- |
| Noywech 52' |     |                   |

##### Bán kết
| Nhật Bản                              | 3–0 | Thái Lan |
| ------------------------------------- | --- | -------- |
| Ikeda 23' · Suzuki 47' · Nakayama 84' |     |          |

| Iran                                               | 0–0 (s.h.p.) | Hàn Quốc                                                   |
| -------------------------------------------------- | ------------ | ---------------------------------------------------------- |
|                                                    |              |                                                            |
| Loạt sút luân lưu                                  |              |                                                            |
| Nekounam · Kaebi · Nosrati · Mobali · Golmohammadi | 5–3          | Lee Dong-Gook · Lee Young-Pyo · Choi Tae-Uk · Park Ji-Sung |

##### Tranh huy chương đồng
| Thái Lan | 0–3 | Hàn Quốc                                                |
| -------- | --- | ------------------------------------------------------- |
|          |     | Park Dong-Hyuk 15' · Lee Chun-Soo 73' · Choi Tae-Uk 74' |

##### Tranh huy chương vàng
| Nhật Bản     | 1–2 | Iran                         |
| ------------ | --- | ---------------------------- |
| Nakayama 88' |     | Kazemian 47' · Bayatinia 87' |

### Huy chương vàng
| Vô địch Bóng đá nam Asiad 2002 Iran Lần thứ tư |

#### Danh sách cầu thủ ghi bàn
| 5 bàn - Alireza Vahedi Nikbakht (IRI) - Nakayama Satoshi (JPN) 4 bàn - Baichung Bhutia (IND) - Lee Dong-Gook (KOR) - Bashar Abdullah (KUW) - Sayed Ali Bechir (QAT) 3 bàn - Ahmed Hassan (BRN) - Vu Đào (CHN) - Ali Daei (IRI) - Choi Tae-Uk (KOR) - Lee Chun-Soo (KOR) - Nasrat Al-Jamal (LIB) - Fadi Ghoson (LIB) - Mohammad Kassas (LIB) - Muhamad Khalid Jamlus (MAS) - Hashim Saleh (OMA) - Manit Noywech (THA) - Kiatisuk Senamuang (THA) - Narongchai Vachiraban (THA) 2 bàn - Rashid Al-Dosari (BRN) - Husain Ali (BRN) - Javad Kazemian (IRI) - Javad Nekounam (IRI) - Okubo Yoshito (JPN) - Tanaka Tatsuya (JPN) - Kim Eun-Jung (KOR) - Jon Chol (PRK) - Kim Yong-Su (PRK) - Bilal Abdulrahman (QAT) | 2 bàn (tiếp) - Mohammed Gholam (QAT) - Didarklysh Urazov (TKM) - Adel Al-Salimi (YEM) 1 bàn - Md Sujan (BAN) - Mohamed Husain (BRN) - Salman Isa (BRN) - Sayed Mahmood Jalal (BRN) - Cao Minh (CHN) - Tôn Tường (CHN) - Vương Thánh (CHN) - Vương Tân Hân (CHN) - Từ Lương (CHN) - Diêm Tống (CHN) - Chan Yiu Lun (HKG) - Law Chun Bong (HKG) - Lo Chi Kwan (HKG) - Poon Yiu Cheuk (HKG) - P. Renedy Singh (IND) - Abhishek Yadav (IND) - Ali Badavi (IRI) - Mohsen Bayatinia (IRI) - Yahya Golmohammadi (IRI) - Iman Mobali (IRI) - Ikeda Shohei (JPN) - Matsui Daisuke (JPN) - Nemoto Yuichi (JPN) - Suzuki Keita (JPN) - Cho Sung-Hwan (KOR) - Kim Do-Heon (KOR) - Park Dong-Hyuk (KOR) - Khalaf Al-Mutairi (KUW) - Hamad Al-Tayar (KUW) | 1 bàn (tiếp) - Waleed Ali (KUW) - Abdullah Nahar (KUW) - Khaled Zadah (KUW) - Abbas Ahmed Atwi (LIB) - Fouad Hijazi (LIB) - Haitham Zein (LIB) - Ibrahim Fazeel (MDV) - Yousuf Al-Busaidi (OMA) - Nabil Ashoor (OMA) - Munir Ayil (OMA) - Fawzi Bashir (OMA) - Taqi Mubarak (OMA) - Han Song-Chol (PRK) - Hong Yong-Jo (PRK) - Rim Kun-U (PRK) - Ibrahim Al-Ghanim (QAT) - Fawaz Daoud (QAT) - Waleed Hamzah (QAT) - Saghayer Mufleh (QAT) - Wesam Rizik (QAT) - Issawa Singthong (THA) - Vladimir Bayramov (TKM) - Artem Nazarov (TKM) - Faisal Ali (UAE) - Subait Khater (UAE) - Salem Saad (UAE) - Renat Bayramov (UZB) - Bahromjon Haydarov (UZB) - Saleh Al-Shehri (YEM) phản lưới nhà - Assad Abdul Ghani (MDV) (trong trận gặp Hàn Quốc) - Sobah Mohamed (MDV) (trong trận gặp Hàn Quốc) |

### Nữ
| Hạng | Đội               | Số trận | Thắng | Hòa | Thua | Bàn thắng | Bàn thua | Hiệu số | Điểm |
| ---- | ----------------- | ------- | ----- | --- | ---- | --------- | -------- | ------- | ---- |
| 1    | CHDCND Triều Tiên | 5       | 4     | 1   | 0    | 8         | 0        | +8      | 13   |
| 2    | Trung Quốc        | 5       | 3     | 2   | 0    | 11        | 3        | +8      | 11   |
| 3    | Nhật Bản          | 5       | 3     | 1   | 1    | 8         | 3        | +5      | 10   |
| 4    | Hàn Quốc          | 5       | 2     | 0   | 3    | 6         | 8        | −2      | 6    |
| 5    | Đài Bắc Trung Hoa | 5       | 0     | 1   | 4    | 2         | 7        | −5      | 1    |
| 6    | Việt Nam          | 5       | 0     | 1   | 4    | 2         | 16       | −14     | 1    |

| Hàn Quốc                                                              | 4 – 0 | Việt Nam |
| --------------------------------------------------------------------- | ----- | -------- |
| Hwang In-Sun 17' · Kwak Mi-Hee 31' · Lee Ji-Eun 43' · Cha Sung-Mi 55' |       |          |

| Đài Bắc Trung Hoa | 0 – 1 | Trung Quốc       |
| ----------------- | ----- | ---------------- |
|                   |       | Phạm Vận Kiệt 4' |

| Nhật Bản | 0 – 1 | CHDCND Triều Tiên |
| -------- | ----- | ----------------- |
|          |       | Jin Pyol-Hui 87'  |

| Nhật Bản                  | 3 – 0 | Việt Nam |
| ------------------------- | ----- | -------- |
| Otani 23', 43' · Sawa 89' |       |          |

| Đài Bắc Trung Hoa   | 1 – 2 | Hàn Quốc                                |
| ------------------- | ----- | --------------------------------------- |
| Chen Shu-chiung 50' |       | Hong Kyung-Suk 25' · Jung Jung-Sook 48' |

| CHDCND Triều Tiên | 0 – 0 | Trung Quốc |
| ----------------- | ----- | ---------- |
|                   |       |            |

| Hàn Quốc | 0 – 1 | Nhật Bản |
| -------- | ----- | -------- |
|          |       | Sawa 15' |

| Trung Quốc                                             | 4 – 1 | Việt Nam            |
| ------------------------------------------------------ | ----- | ------------------- |
| Nhậm Lệ Bình 3', 46' · Cao Hoành Hà 16' · Bạch Cát 53' |       | Quách Thanh Mai 19' |

| Đài Bắc Trung Hoa | 0 – 1 | CHDCND Triều Tiên |
| ----------------- | ----- | ----------------- |
|                   |       | Ri Hyang-Ok 55'   |

| Đài Bắc Trung Hoa   | 1 – 1 | Việt Nam             |
| ------------------- | ----- | -------------------- |
| Chen Shu-chiung 88' |       | Đoàn Thị Kim Chi 70' |

| Trung Quốc        | 2 – 2 | Nhật Bản                |
| ----------------- | ----- | ----------------------- |
| Bạch Cát 48', 56' |       | Miyamoto 19' · Sawa 28' |

| CHDCND Triều Tiên                  | 2 – 0 | Hàn Quốc |
| ---------------------------------- | ----- | -------- |
| Ri Hyang-Ok 26' · Jin Pyol-Hui 36' |       |          |

| Việt Nam | 0 – 4 | CHDCND Triều Tiên                                         |
| -------- | ----- | --------------------------------------------------------- |
|          |       | Jin Pyol-Hui 17', 43' · Ri Kum-Suk 65' · Yun Yong-Hui 74' |

| Đài Bắc Trung Hoa | 0 – 2 | Nhật Bản                     |
| ----------------- | ----- | ---------------------------- |
|                   |       | Kobayashi 11' · Miyazaki 14' |

| Hàn Quốc | 0 – 4 | Trung Quốc                                                          |
| -------- | ----- | ------------------------------------------------------------------- |
|          |       | Lý Cát 14' · Triệu Lợi Hồng 64' · Nhậm Lệ Bình 69' · Mạnh Tuyển 85' |

### Huy chương vàng
| Vô địch Bóng đá nữ Asiad 2002 CHDCND Triều Tiên Lần thứ nhất |

#### Danh sách cầu thủ ghi bàn
| 4 bàn - Jin Pyol-Hui (PRK) 3 bàn - Bạch Cát (CHN) - Nhậm Lệ Bình (CHN) - Sawa Homare (JPN) 2 bàn - Otani Mio (JPN) - Ri Hyang-Ok (PRK) - Chen Shu-chiung (TPE) | 1 bàn - Phạm Vận Kiệt (CHN) - Cao Hoành Hà (CHN) - Lý Cát (CHN) - Mạnh Tuyển (CHN) - Triệu Lợi Hồng (CHN) - Kobayashi Yayoi (JPN) - Miyamoto Tomomi (JPN) - Miyazaki Yuka (JPN) - Cha Sung-Mi (KOR) - Hong Kyung-Suk (KOR) | 1 bàn (tiếp) - Hwang In-Sun (KOR) - Jung Jung-Sook (KOR) - Kwak Mi-Hee (KOR) - Lee Ji-Eun (KOR) - Ri Kum-Suk (PRK) - Yun Yong-Hui (PRK) - Đoàn Thị Kim Chi (VIE) - Quách Thanh Mai (VIE) |